# Schluderns
Schluderns (italià Sluderno) és un municipi italià, dins de la província autònoma de Tirol del Sud. És un dels municipis del districte i de Vinschgau. L'any 2007 tenia 1.840 habitants. Limita amb els municipis de Glurns (Glorenza), Laas (Lasa), Mals (Malles Venosta), i Prad am Stilfser Joch (Prato allo Stelvio).

## Situació lingüística
| Pertinença lingüística (cens 2001) | 97,82% alemany |
| Pertinença lingüística (cens 2001) | 2,18% italià   |
| Pertinença lingüística (cens 2001) | 0,00% ladí     |

## Administració
| Període | Identitat     | Partit |
| ------- | ------------- | ------ |
| 2004-   | Erwin Wegmann | SVP    |

## Galeria

Territori comunal

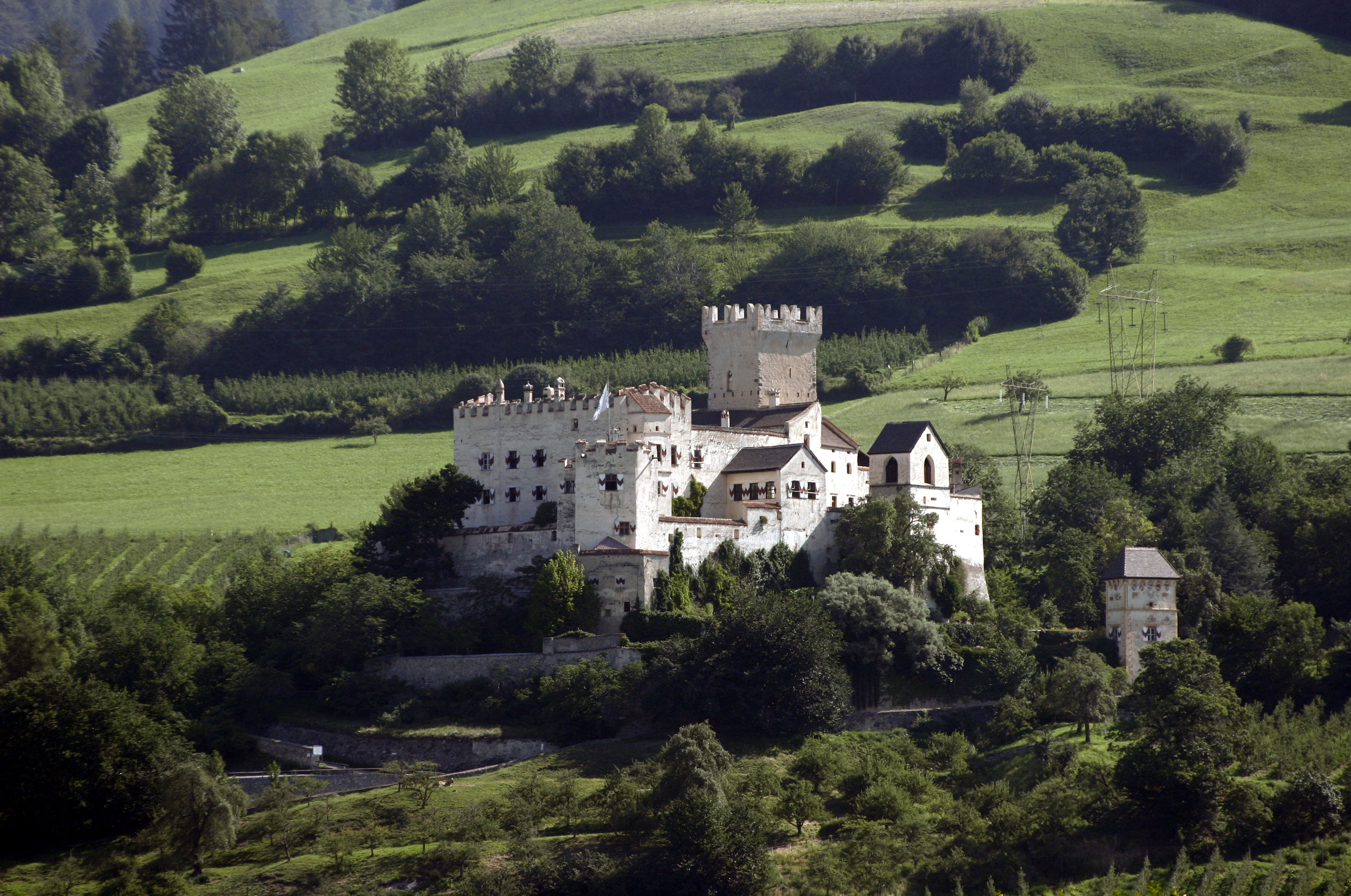
Castell Coira (Churburg)
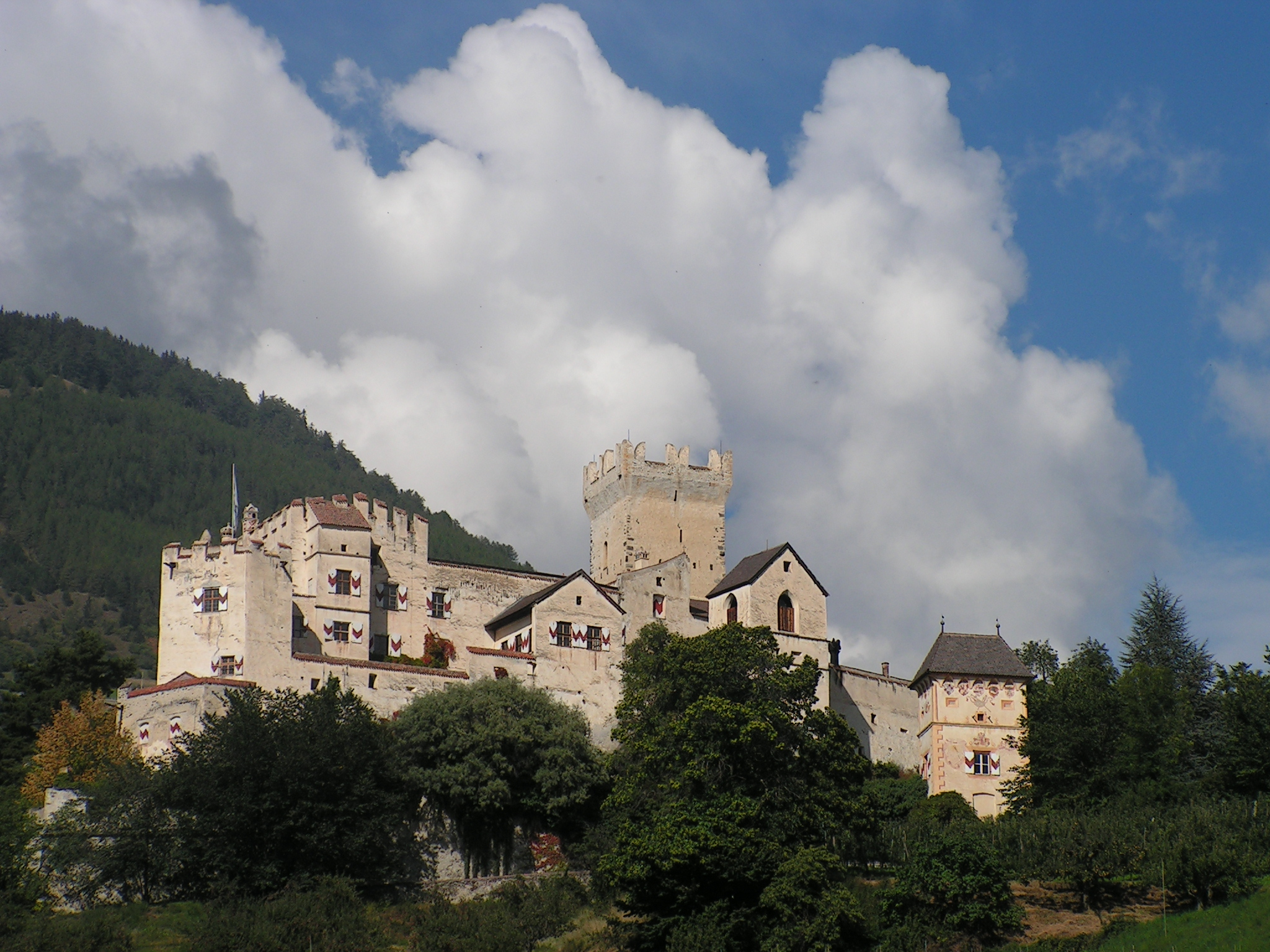
Castell Coira